# Regionalismo (linguística)
Regionalismo é o conjunto das particularidades linguísticas de uma determinada região geográfica, decorrentes da cultura lá existente. Uma de suas principais expressões é o dialeto.